# Proschaliphora aurata
Proschaliphora aurata is een vlinder uit de familie uilen (Noctuidae). De wetenschappelijke naam van deze soort is voor het eerst geldig gepubliceerd in 2010 door Kühne.
De soort komt voor in tropisch Afrika.